# مارتن ريفن
مارتن ريفن (بالهولندية: Maarten Raven)‏ هو عالم آثار وأستاذ جامعي هولندي، ولد في 1953 في أوترخت في هولندا.